# Лойтенталь
Лойтенталь (нем. Leutenthal) — община в Германии, в земле Тюрингия.
Входит в состав района Веймар. Подчиняется управлению Буттельштедт. Население составляет 264 человека (на 31 декабря 2010 года). Занимает площадь 5,50 км².
Община подразделяется на 8 сельских округов.